# Петрово-Городище
Петрово-Городище — село в Гаврилово-Посадском районе Ивановской области России, входит в состав Петровского городского поселения.

## География
Село расположено на берегу реки Нерль на севере примыкает к центру поселения посёлку Петровский, в 18 км на северо-восток от райцентра города Гаврилов Посад.

## История
В XVIII—XIX веках село принадлежало фамилии помещиков Рагозиных. В XVIII столетии, как видно из церковных документов, в селе существовала деревянная церковь в честь Святителя и Чудотворца Николая. В 1789 году вместо неё построена была каменная церковь того же наименования. В 1828 году на средства помещика Ивана Алексеевича Рагозина к ней пристроены два теплых придела с престолами: в честь Зачатия Святой Анны и в честь Святого Василия Великого. При церкви была каменная колокольня. Около 1870 года церковь и колокольня на средства прихожан обнесены каменной оградой с железной решеткой. В 1893 году приход состоял из села, деревень Костромиха, Путятино, Марково, Вывозиха, Черницыно, Малая Уронда, Морозово и сельца Доутрово. Всех дворов в приходе 271, мужчин — 916, женщин — 1003. В селе имелась земская народная школа.
В конце XIX — начале XX века село являлось центром Петрово-Городищевской волости Суздальского уезда Владимирской губернии.
С 1929 года село являлось центром Петрово-Городищенского сельсовета Гаврилово-Посадского района, с 2005 года — в составе Петровского городского поселения.

## Население
| 1859 | 1905 | 2010 | 2013 |
| ---- | ---- | ---- | ---- |
| 236  | ↗275 | ↗297 | ↗312 |

## Достопримечательности
В селе находится действующая Церковь Николая Чудотворца (1789)

## Известные жители
Родился Виктор Аркадьевич Глазунов (1958) — директор Института машиноведения РАН